# 蛇莓委陵菜
蛇莓委陵菜（学名：Potentilla centigrana）是蔷薇科委陵菜属的植物。分布于日本、朝鲜、俄罗斯以及中国大陆的甘肃、内蒙古、四川、黑龙江、辽宁、吉林、陕西、云南等地，生长于海拔400米至2,300米的地区，一般生于林缘、荒地、河岸阶地或林下湿地，目前尚未由人工引种栽培。

## 别名
蛇莓委陵菜（东北植物检索表）